# Pháp sư bất đắc dĩ 2
《Pháp sư bất đắc dĩ 2》 (tên tiếng Trung: 降魔的2.0, tên tiếng Anh: The Exorcist's 2nd Meter; tên khác: Hàng ma đích 2.0), phần phim tiếp theo của Pháp sư bất đắc dĩ, là một bộ phim truyền hình giả tưởng hiện đại, hài hước, được sản xuất bởi đài truyền hình TVB Hong Kong. Các diễn viên chính Mã Quốc Minh, Huỳnh Trí Văn, Hồ Hồng Quân và Lưu Bội Nguyệt, các diễn viên phụ Đặng Bội Nghi, Đàm Khải Kỳ, C Quân, Tưởng Chí Quang, Tạ Tuyết Tâm, Lâm Khải Ân, Đàm Gia Nghi, Vi Gia Hùng, Huỳnh Tử Hằng và Mạch Khải Trình. Biên thẩm La Bội Thanh, giám chế Phương Tuấn Chiêu.

## Cốt truyện
Tài xế taxi Mã Quế (Mã Quốc Minh đóng) kế thừa vận mệnh của tinh linh Thạch Cảm Đang, đi vào con đường hàng ma, thêm người bạn tốt Mạc Vĩ Hào (Hồ Hồng Quân đóng) cùng trưởng thành; linh hồn gặp lại, cũng gặp được anh em hàng ma Thi Lao Tư (Mạch Khải Trình đóng) và Thi Lai Tư (Đặng Bội Nghi đóng). Tuy nhiên, ngày đó bị ma quỷ nguyền rủa, trở thành khúc mắc của bác sĩ Trang Chỉ Nhược (Huỳnh Trí Văn đóng) đối với Mã Quế. Chỉ Nhược sau đó cùng tinh linh Phong Sư Gia (C Quân đóng) kết duyên, cuối cùng đánh thức ký ức Quỷ vực tiềm tàng...Bối Bối Na (Lưu Bội Nguyệt đóng) vì Mã Quế mà sau khi chết, chuyển hóa linh thể tới chờ đợi anh, đáng tiếc Bối Na quyến luyến nhân thế, quyết tâm không thể rời...

## Diễn viên

### Nhà họ Lương
| Diễn viên                | Nhân vật        | Biệt danh/ Mối quan hệ/ Kinh nghiệm |
| Lại Úy Linh (Thanh niên) | Lương Tinh Tinh | A Tỷ (Mạc Hữu Vi hay gọi), Tinh Tinh (Thạch Cảm Đang hay gọi) Mẹ đẻ của Mạc Vĩ Hào Mẹ nuôi của Mã Quế Đồng hương kiêm chị em không cùng huyết thống của Mạc Hữu Vi Nhận lầm Ngải Thiết Văn là Mạc Hữu Vi Ra mắt ở tập 2 Ở tập 3, giúp chăm sóc của Long Tử Hiên và Long Miêu Nữ Ở tập 4, dưới sự trợ giúp của Phong Sư Gia mở ra thiên nhãn, cho nên có thể thấy được Mạc Vĩ Hào, Bối Bối Na và Lê Lê Xem thêm phần 1 《Hàng ma đích》 |
| Tạ Tuyết Tâm             | Lương Tinh Tinh | A Tỷ (Mạc Hữu Vi hay gọi), Tinh Tinh (Thạch Cảm Đang hay gọi) Mẹ đẻ của Mạc Vĩ Hào Mẹ nuôi của Mã Quế Đồng hương kiêm chị em không cùng huyết thống của Mạc Hữu Vi Nhận lầm Ngải Thiết Văn là Mạc Hữu Vi Ra mắt ở tập 2 Ở tập 3, giúp chăm sóc của Long Tử Hiên và Long Miêu Nữ Ở tập 4, dưới sự trợ giúp của Phong Sư Gia mở ra thiên nhãn, cho nên có thể thấy được Mạc Vĩ Hào, Bối Bối Na và Lê Lê Xem thêm phần 1 《Hàng ma đích》 |
| Dương Khải Bác (thơ ấu)  | Mã Quế          | Tiểu Mã, Cao Cao (Lê Lê hay gọi), anh Tiểu Mã (Long Tử Hiên hay gọi) Người có mắt âm dương/ Đại sư hàng ma/ Tài xế taxi Máu có thể tổn thương quái vật siêu nhiên Con trai của Mã Gia Liệt, Quý Lợi Phù Con trai nuôi của Lương Tinh Tinh Anh trai không cùng huyết thống kiêm bạn tốt của Mạc Vĩ Hào, sau cùng vừa là địch vừa là bạn Yêu thầm Trang Chỉ Nhược, sau thành bạn trai của cô ấy Đối tượng yêu thầm của Bối Bối Na Bạn tốt của Lê Lê, Trần Vĩnh Liêm, Mạc Hữu Vi, Thạch Cảm Đang Vừa là địch vừa là bạn với Thi Lai Tư, Thi Lao Tư, sau vì bạn bè cũng cùng đi hàng ma Bạn tốt, đối tượng theo đuổi kiêm thiên địch của Thalassa Oan gia đấu khẩu của Phong Sư Gia, vào tập 3 tiếp xúc, cũng biết được đây là thạch tinh linh Thiên địch của Quách Triển Minh, Trương Bội Linh Tập 2, đem linh hồn của Mạch Tư Đạt phong ấn tại cái cúp Xem ở phần 1 《Hàng ma đích》 |
| Mã Quốc Minh             | Mã Quế          | Tiểu Mã, Cao Cao (Lê Lê hay gọi), anh Tiểu Mã (Long Tử Hiên hay gọi) Người có mắt âm dương/ Đại sư hàng ma/ Tài xế taxi Máu có thể tổn thương quái vật siêu nhiên Con trai của Mã Gia Liệt, Quý Lợi Phù Con trai nuôi của Lương Tinh Tinh Anh trai không cùng huyết thống kiêm bạn tốt của Mạc Vĩ Hào, sau cùng vừa là địch vừa là bạn Yêu thầm Trang Chỉ Nhược, sau thành bạn trai của cô ấy Đối tượng yêu thầm của Bối Bối Na Bạn tốt của Lê Lê, Trần Vĩnh Liêm, Mạc Hữu Vi, Thạch Cảm Đang Vừa là địch vừa là bạn với Thi Lai Tư, Thi Lao Tư, sau vì bạn bè cũng cùng đi hàng ma Bạn tốt, đối tượng theo đuổi kiêm thiên địch của Thalassa Oan gia đấu khẩu của Phong Sư Gia, vào tập 3 tiếp xúc, cũng biết được đây là thạch tinh linh Thiên địch của Quách Triển Minh, Trương Bội Linh Tập 2, đem linh hồn của Mạch Tư Đạt phong ấn tại cái cúp Xem ở phần 1 《Hàng ma đích》 |
| Trịnh Diệu Hiên (thơ ấu) | Mạc Vĩ Hào      | Nhóc Hào Nói chuyện độc miệng Con trai đã mất của Lương Tinh Tinh, không dám nhận lại, bị phát hiện bản thân tồn tại sau giả mạo mình là Thạch Cảm Đang Cháu trai nuôi của Mạc Hữu Vi, vì người này ảnh hưởng mà tích cực hăng hái đọc sách Lúc nhỏ trầm tính ngoan ngoãn, thành tích học tập tốt Vào năm 8 tuổi, vì đuối nước mà chết trở thành quỷ biển, tu luyện sau đó có được thân thể người trưởng thành Bởi vì ở phần 1 bị Thạch Cảm Đang mượn hình ảnh thành niên, cho nên nhiều lần bị Thạch Cảm Đang cùng Mã Quế dùng "Ngôn linh chi thuật" triệu hồi mà không thành công Em trai đã mất, không cùng huyết thống kiêm bạn tốt của Mã Quế, sau cùng vừa là địch vừa là bạn, ngoài mặt đối với người này hà khắc nhưng nội tâm rất quan tâm Oan gia đấu khẩu của Bối Bối Na, Lê Lê Có tình cảm với Thi Lai Tư Bạn trai mối tình đầu của Gia Gia Ở tập 3 đề cập, sau khi chết đuối, này vẫn là linh hồn của hình thái thơ ấu (Trịnh Diệu Hiên đóng) nhiều lần vất vả bơi lên bờ lập tức quay về nhà, lại phát hiện bản thân không thể chạm vào đồ vật, Lương Tinh Tinh và Mã Quế của thơ ấu không thể thấy linh hồn này, hơn nữa còn biết được Lương Tinh Tinh nhận nuôi Mã Quế Ở tập 3, linh hồn này có thể bị trẻ con Long Miêu Nữ thấy, cũng vào lúc đó nghe được Lương Tinh Tinh nhiều năm qua vẫn nhớ mong mình mà cảm động rơi nước mắt màu xanh trên mặt đất, nước mắt này Lương Tinh Tinh chạm được Ở tập 4, Lương Tinh Tinh có thể nhìn thấy linh hồn Xem thêm phần 1 《Hàng ma đích》 Tà ma oán linh |
| Hồ Hồng Quân             | Mạc Vĩ Hào      | Nhóc Hào Nói chuyện độc miệng Con trai đã mất của Lương Tinh Tinh, không dám nhận lại, bị phát hiện bản thân tồn tại sau giả mạo mình là Thạch Cảm Đang Cháu trai nuôi của Mạc Hữu Vi, vì người này ảnh hưởng mà tích cực hăng hái đọc sách Lúc nhỏ trầm tính ngoan ngoãn, thành tích học tập tốt Vào năm 8 tuổi, vì đuối nước mà chết trở thành quỷ biển, tu luyện sau đó có được thân thể người trưởng thành Bởi vì ở phần 1 bị Thạch Cảm Đang mượn hình ảnh thành niên, cho nên nhiều lần bị Thạch Cảm Đang cùng Mã Quế dùng "Ngôn linh chi thuật" triệu hồi mà không thành công Em trai đã mất, không cùng huyết thống kiêm bạn tốt của Mã Quế, sau cùng vừa là địch vừa là bạn, ngoài mặt đối với người này hà khắc nhưng nội tâm rất quan tâm Oan gia đấu khẩu của Bối Bối Na, Lê Lê Có tình cảm với Thi Lai Tư Bạn trai mối tình đầu của Gia Gia Ở tập 3 đề cập, sau khi chết đuối, này vẫn là linh hồn của hình thái thơ ấu (Trịnh Diệu Hiên đóng) nhiều lần vất vả bơi lên bờ lập tức quay về nhà, lại phát hiện bản thân không thể chạm vào đồ vật, Lương Tinh Tinh và Mã Quế của thơ ấu không thể thấy linh hồn này, hơn nữa còn biết được Lương Tinh Tinh nhận nuôi Mã Quế Ở tập 3, linh hồn này có thể bị trẻ con Long Miêu Nữ thấy, cũng vào lúc đó nghe được Lương Tinh Tinh nhiều năm qua vẫn nhớ mong mình mà cảm động rơi nước mắt màu xanh trên mặt đất, nước mắt này Lương Tinh Tinh chạm được Ở tập 4, Lương Tinh Tinh có thể nhìn thấy linh hồn Xem thêm phần 1 《Hàng ma đích》 Tà ma oán linh |
| Tưởng Chí Quang          | Mạc Hữu Vi      | Hữu Vi Linh hồn/ Cựu tài xế taxi Đức Ký Tri kỷ kiêm em trai không cùng huyết thống của Lương Tinh Tinh Cậu nuôi kiêm bạn quá cố của Mã Quế Cậu nuôi của Mạc Vĩ Hào Bạn trên mạng của Ngải Thiết Văn, Diệp Học Minh, Kỳ Nhân Ở phần 1 đã bị Salvia giết hại, sau xuất hiện ở âm phủ Chỉ xuất hiện trong hồi ức của Mã Quế và Lương Tinh Tinh Xem thêm phần 1 《Hàng ma đích》 Linh hồn/ Tinh linh (chính) |

### Nhà họ Trang
| Diễn viên                | Nhân vật        | Biệt danh/ Mối quan hệ/ Kinh nghiệm |
| Trần Quốc Phong          | Trang Hạo Tấn   | Bác sĩ thú y Anh của Trang Chỉ Nhược Một lần bị Mã Quế hiểu lầm là bạn trai của Trang Chỉ Nhược Xuất hiện từ tập 2 |
| Huỳnh Khả Doanh (thơ ấu) | Trang Chỉ Nhược | Felicity, Dr. Chong, Chỉ Nhược Bác sĩ phòng cấp cứu bệnh viên Ái Đinh Bảo/ Người có mắt âm dương Em gái của Trang Hạo Tấn Yêu thầm Mã Quế, sau trở thành bạn gái của anh Bạn tốt kiêm tình địch của Bối Bối Na, cùng bị Bối Na ám Tình địch của Thalassa Bạn của Phong Sư Gia Thiên địch của Trương Bội Linh Bạn học tiểu học kiêm đối tượng yêu thầm của Quách Triển Minh, đã phản bội và trở thành tử địch Phong Sư Gia trợ giúp mở thiên nhãn sau có thể thấy và cảm nhận linh hồn (biết suy nghĩ bên trong của linh hồn), cùng trở thành trợ thủ hàng ma của Mã Quế Ở phần trước, thi đậu bằng lái xe ở tập cuối, khi lái xe bị đồng nghiệp chọc là "Người phụ nữ không biết đạp phanh" (biệt danh từ phim 《Người phụ nữ không biết làm nũng》) Ở tập 8, khôi phục ký ức về phần trước của bản thân trong thời gian ly hồn và tại quỷ vực Xem thêm phần 1 《Hàng ma đích》 |
| Huỳnh Trí Văn            | Trang Chỉ Nhược | Felicity, Dr. Chong, Chỉ Nhược Bác sĩ phòng cấp cứu bệnh viên Ái Đinh Bảo/ Người có mắt âm dương Em gái của Trang Hạo Tấn Yêu thầm Mã Quế, sau trở thành bạn gái của anh Bạn tốt kiêm tình địch của Bối Bối Na, cùng bị Bối Na ám Tình địch của Thalassa Bạn của Phong Sư Gia Thiên địch của Trương Bội Linh Bạn học tiểu học kiêm đối tượng yêu thầm của Quách Triển Minh, đã phản bội và trở thành tử địch Phong Sư Gia trợ giúp mở thiên nhãn sau có thể thấy và cảm nhận linh hồn (biết suy nghĩ bên trong của linh hồn), cùng trở thành trợ thủ hàng ma của Mã Quế Ở phần trước, thi đậu bằng lái xe ở tập cuối, khi lái xe bị đồng nghiệp chọc là "Người phụ nữ không biết đạp phanh" (biệt danh từ phim 《Người phụ nữ không biết làm nũng》) Ở tập 8, khôi phục ký ức về phần trước của bản thân trong thời gian ly hồn và tại quỷ vực Xem thêm phần 1 《Hàng ma đích》 |

### Linh hồn/ Tinh linh (chính)
| Diễn viên       | Nhân vật       | Biệt danh/ Mối quan hệ/ Kinh nghiệm |
| Lưu Bội Nguyệt  | Bối Bối Na     | Pi Pi, Bella Linh hồn/ Chủ trì tiết mục Linh giới The Dead Live Show, ở Linh giới có rất nhiều fans Thích ăn hamburger tiêu đen Chủ nhân kiêm bạn tốt như hình với bóng của Lê Lê Bạn tốt của Mã Quế, yêu thầm anh ấy, cũng bên cạnh bảo vệ anh Bạn tốt kiếm tình địch của Trang Chỉ Nhược, cũng mượn thân thể người này Oan gia đấu khẩu của Mạc Vĩ Hào Bạn bè kiêm oan gia đấu khẩu của Phong Sư Gia Tình địch của Thalassa Ở phần 1 bị thủ hạ của Salvia giết hại, trở thành linh hồn, được Lê Lê hướng dẫn sử dụng linh lực Biết Mã Quế thích Trang Chỉ Nhược, cũng hi vọng tác hợp hai người Có tình cảm với Thi Lao Tư, cuối cùng trở thành vợ của anh ấy Xem thêm phần trước 《Hàng ma đích》 |
| C Quân          | Phong Sư Gia   | Thạch tinh linh 3000 tuổi Pháp lực cao cường Không thích mặc quần áo Thích nhìn trộm dưới váy con gái Quen biết Thạch Cảm Đang, 300 năm trước cùng đại chiến, chiến thắng và đem người này vào trong cục đá, vì muốn tìm kiếm người này từ Okinawa tới Hong Kong, tập 4 biết được người đã biến mất Oan gia đấu khẩu của Mã Quế, cũng trợ giúp người này hàng ma Bạn bè của Trang Chỉ Nhược Bạn bè kiêm oan gia đấu khẩu của Bối Bối Na, Lê Lê Ra mắt ở tập 3 Tập 4 khai thiên nhãn cho Lương Tinh Tinh Thần chú: Ông nội ngươi, ta... |
| Đàm Gia Nghi    | Lily           | Tinh linh Bạn chơi cùng lúc nhỏ của Bối Bối Na, vì vẫn luôn được Bối Bối Na đối đãi như người thật mà có được linh hồn biến thành tinh linh, và kí sinh ở trong thú bông, cùng với người này như hình với bóng Bạn tốt của Mã Quế, Thi Lai Tư, Thi Lao Tư Oan gia đấu khẩu của Mạc Vĩ Hào Bạn bè kiêm oan gia đấu khẩu của Phong Sư Gia Trang phục thú bông và tinh linh khác với phần 1 Tập 10 bị Thi Lai Tư bắt đi Xem thêm phần trước 《Hàng ma đích》 |
| Hồ Hồng Quân    | Thạch Cảm Đang | Phân Hố Thạch (Mã Quế hay gọi) Thạch tinh linh 3000 tuổi Hàng ma phục yêu vì thiên mệnh Anh em tốt của Mã Quế Con trai không quan hệ huyết thống của Lương Tinh Tinh |
| Tưởng Chí Quang | Mạc Hữu Vi     | Hữu Vi Linh hồn Xem Nhà họ Lương |
| Hà Viễn Đông    | Long Mậu       | Long Miêu Linh hồn/ Cựu tài xế taxi của Đức Ký Bạn tốt của Mã Quế |

### Tà ma/ Oán linh
| Diễn viên                | Nhân vật         | Biệt danh/ Mối quan hệ/ Kinh nghiệm |
| Trịnh Diệu Hiên (thơ ấu) | Mạc Vĩ Hào       | Nhóc Hào Linh hồn/ Quỷ biển Nghi là bị Thalassa khống chế Xem Nhà họ Lương |
| Hồ Hồng Quân             | Mạc Vĩ Hào       | Nhóc Hào Linh hồn/ Quỷ biển Nghi là bị Thalassa khống chế Xem Nhà họ Lương |
| Đàm Khải Kỳ              | Thalassa         | A Hoa Xúi dục Mạc Vĩ Hào gia nhập trận doanh của quỷ |
| Lâm Khải Ân              | Trương Bội Linh  | Linh Bạn gái của Quách Triển Minh, có thai là ma chủng và bị ma ám Thiên địch của Mã Quế, Trang Chỉ Nhược Biến mất sau khi đứa trẻ được sinh ra                                            |
| Huỳnh Tử Hằng            | Quách Triển Minh | Triển Minh Cấp dưới của Salvia Bạn trai của Trương Bội Linh, làm cho cô ấy mang ma chủng của mình Thiên địch của Mã Quế Từng yêu thầm Trang Chỉ Nhược, sau phản bội cũng trở thành tử địch |
| Dịch Vũ Hàng             | Bỉ Lợi           | Đại thoại ma, cuối cùng bị Mã Quế thu phục trở thành người hầu của anh |
| Tiêu Huy Dũng            | Huỳnh Chí Long   | Đại Đầu Tài xế taxi, sau bị ma ám Xem Taxi Đức Ký |

### Nhà họ Thi
| Diễn viên       | Nhân vật   | Biệt danh/ Mối quan hệ/ Kinh nghiệm |
| Đặng Bội Nghi   | Thi Lai Tư | Liz Phú nhị đại hàng ma, Hàng ma toàn thời gian, Sử dụng thiết bị công nghệ cao để hàng ma, cũng thuê Ngải Thiết Văn nghiên cứu chế tạo trang bị hàng ma Chị sinh đôi của Thi Lao Tư Vừa là địch vừa là bạn với Mã Quế, sau vì bạn bè cũng cùng hàng ma Có tình cảm với Mạc Vĩ Hào Ra mắt ở tập 5, cùng giao tiếp với Trương Bội Linh Ở tập 10, đi bắt Lê Lê, sau làm hòa trở thành bạn tốt                                                     |
| Mạch Khải Trình | Thi Lao Tư | Ross Phú nhị đại hàng ma, Hàng ma toàn thời gian, Sử dụng thiết bị công nghệ cao để hàng ma, cũng thuê Ngải Thiết Văn nghiên cứu chế tạo trang bị hàng ma Cho rằng tất cả linh hồn không thuộc về thế giới loài người đều phải bị tiêu diệt Em trai sinh đôi của Thi Lai Tư Vừa là địch vừa là bạn với Mã Quế, sau vì bạn bè cũng cùng hàng ma Bạn tốt của Lê Lê Có tình cảm với Bối Bối Na, cuối cùng trở thành chồng của cô ấy Ra mắt ở tập 9 |

### Nhà họ Long
| Diễn viên       | Nhân vật      | Biệt danh/ Mối quan hệ/ Kinh nghiệm |
| Hà Viễn Đông    | Long Mậu      | Long Miêu Linh hồn/ Cựu tài xế taxi Đức Ký Chồng đã mất của Long Miêu Tẩu Cha đã mất của Long Tử Hiên, Long Miêu Nữ Bạn tốt quá cố của Mã Quế Đã mất ở phần 1, tập 8 linh hồn xưât hiện trong ảo ảnh và gặp lại Mã Quế Chỉ xuất hiện trong hồi ức của người nhà và Mã Quế (tập 3) Xem thêm phần trước 《Hàng ma đích》, Linh hồn/ Tinh linh (chính), Diễn viên khách mời hữu tình |
| Huỳnh Dĩnh Quân | Long Miêu Tẩu | Tài xế taxi Đức Ký Góa phụ của Long Mậu Mẹ của Long Tử Hiên, Long Miêu Nữ Ra mắt ở tập 3 |
| Mã Dự Hiên      | Long Tử Hiên  | Nhóc Long Miêu Con trai trưởng của Long Mậu, Long Miêu Tẩu Anh của Long Miêu Nữ Ra mắt ở tập 3 |
| Dương Tử Quỳ    | Long Miêu Nữ  | Con gái út của Long Mậu, Long Miêu Tẩu Em gái của Long Tử Hiên Ra mắt ở tập 3 Bởi vì là một đứa bé, nên có thể thấy linh hồn |

### Taxi Đức Ký
| Diễn viên       | Nhân vật        | Biệt danh/ Mối quan hệ/ Kinh nghiệm                |
| Lý Gia Đỉnh     | Hứu Văn Bưu     | Anh Bưu Quản đốc tài xế taxi                       |
| Mã Quốc Minh    | Mã Quế          | Tiểu Mã Tài xế taxi Xem Nhà họ Lương               |
| Ngô Thụy Đình   | Nguyệt Cơ       | Tài xế taxi                                        |
| Mã Hải Luân     | Lý Thúy         | Sư thái Tài xế taxi                                |
| Trần Vinh Tuấn  | Huỳnh Lương Đức | Đức Ký Tài xế taxi                                 |
| Dư Tử Minh      | Huỳnh Tiểu Đán  | Chú Đán Tài xế taxi Cực kỳ mê tín                  |
| Chung Chí Quang | Dư Ân Tề        | Tề Tề Tài xế taxi                                  |
| Trần Gia Huy    |                 | Đại Đầu Tài xế taxi                                |
| Tiêu Huy Dũng   | Huỳnh Chí Long  | Tài xế taxi, sau bị ma ám Xem Linh hồn/ ác ma (tà) |

### Bệnh viện Ái Đinh Bảo
| Diễn viên        | Nhân vật        | Biệt danh/ Mối quan hệ/ Kinh nghiệm                                    |
| Huỳnh Trí Văn    | Trang Chỉ Nhược | Bác sĩ Trang, Dr. Chong Bác sĩ phòng cấp cứu Xem Nhà họ Trang          |
| Lý Quân Nghiên   | Hồ Mỹ Bảo       | Mỹ Bảo Y tá phòng cấp cứu Đồng nghiệp kiêm bạn tốt của Trang Chỉ Nhược |
| Lý Mạn Phân      |                 | Y tá Đồng nghiệp của Trang Chỉ Nhược                                   |
| Thẩm Ái Lâm      |                 | Y tá Đồng nghiệp của Trang Chỉ Nhược                                   |
| Huỳnh Khải Kỳ    |                 | Y tá Đồng nghiệp của Trang Chỉ Nhược                                   |
| Lương Gia Vịnh   |                 | Y tá Đồng nghiệp của Trang Chỉ Nhược                                   |
| Lý Gia Tấn       |                 | Bác sĩ Đồng nghiệp của Trang Chỉ Nhược                                 |
| Lý Hiển Diệu     |                 | Bác sĩ Đồng nghiệp của Trang Chỉ Nhược                                 |
| Diệp Gia Hoằng   |                 | Cứu hộ viên                                                            |
| Phạm Trọng Hằng  |                 | Cứu hộ viên                                                            |
| Lương Bách Xuyên |                 | Cứu hộ viên                                                            |
| Đổng Kính Văn    |                 | Cứu hộ viên                                                            |
| Trâu Triệu Đình  |                 | Cứu hộ viên                                                            |
| Vương Trí Địch   |                 | Cứu hộ viên                                                            |

### Bộ điều tra hình sự
| Diễn viên       | Vai diễn       | Biệt danh/ Mối quan hệ/ Kinh nghiệm |
| Vi Gia Hùng     | Trần Vĩnh Liêm | Sếp Đô Đô Thanh tra cao cấp Bạn tốt của Mã Quế, trong những vụ án kỳ lạ, khó giải quyết và liên quan đến tâm linh, sẽ tìm người này hỗ trợ cùng nhau điều tra Hình tượng nhân vật lấy từ giám chế Phương Tuấn Chiêu Xem thêm phần trước 《Hàng ma đích》 |
| Trần Vĩ Hồng    | Cary           | Cảnh viên CID Cấp dưới của Trần Vĩnh Liêm |
| Ngô Tử Trùng    |                | Cảnh viên CID Cấp dưới của Trần Vĩnh Liêm |
| Mạnh Hi Lân     | Tôn Nhược Hi   | Cảnh viên CID Cấp dưới của Trần Vĩnh Liêm |
| Trịnh Tuyển Hi  |                | Cảnh viên CID Cấp dưới của Trần Vĩnh Liêm |
| Thang Tuấn Minh | Trần Hạo Hiền  | Cảnh viên CID Cấp dưới của Trần Vĩnh Liêm |

### Diễn viên khác
| Diễn viên       | Vai diễn                         | Biệt danh/ Mối quan hệ/ Kinh nghiệm |
| Tưởng Chí Quang | Ngải Thiết Văn                   | IT Man Tổng cố vấn an ninh mạng công nghệ thông tin Bạn trên mạng của Mạc Hữu Vi, Diệp Học Minh, Kỳ Nhân Anh em kết nghĩa của Mã Quế Thông thạo công nghệ máy tính, cũng có thể cảm ứng được sự tồn tại của sóng điện não (quỷ hồn) Ở phần 1 từng thành công phát minh ra thiết bị chụp được hình ảnh của Thạch Cảm Đang Có tình cảm với Lương Tinh Tinh Xem 《Chơi với ma》 |
| Tưởng Chí Quang | Kỳ Nhân                          | Bạn trên mạng của Ngải Thiết Văn, Diệp Học Minh Xem 《Thiên sứ tập sự》 |
| Tưởng Chí Quang | Diệp Học Minh                    | Bạn trên mạng của Ngải Thiết Văn, Kỳ Nhân Xem 《Bãi biển tình yêu》 |
| Tạ Tuyết Tâm    | Diệp Vịnh San                    | Em gái của Diệp Học Minh Xem 《Bãi biển tình yêu》 |
| Tăng Tuệ Vân    | Chị Hoa                          | Bà chủ nhà hàng Tuấn Chiêu Ký |
| Quan Hạo Dương  |                                  | Hỏa ký nhà hàng Tuấn Chiếu Ký |
| Ngô Thụy Đình   | Tống Nguyệt Cơ                   | Đại sư Nguyệt Cơ Đạo sĩ/ Thần côn Chủ trì tiết mục 《Thế giới không khoảng cách》 Sư đệ của Tống Nhật Cơ Sư thúc của Huỳnh Tiểu Đán Ở tập 1 từng bị linh hồn của Mạch Tư Đạt nhập vào người, sau dưới sự trợ giúp của Mã Quế hồi phục bình thường |
| Lương Văn Úy    | Dương Dương                      | Chủ trì tiết mục 《Thế giới không khoảng cách》 Tiếp nhận vị trí chủ trì của Bối Bối Na |
| Đàm Trác Thăng  | A Bang                           | Nhiếp ảnh gia 《Thế giới không khoảng cách》 |
| Lưu Chỉ Hi      | Lưu Bội Duyệt Tử (Ryuhai Etsuko) | Etsuko Nữ diễn viên AV Nhật Bản Thần tượng của Mã quế Tên nhân vật lấy từ phiên âm tên của Lưu Bội Nguyệt (Lau Pui Yuet) |
| Quách Hạo Vận   |                                  | Hành khách say rượu (tập 1) |
| Huỳnh Hải Yến   |                                  | Hành khách sư nãi (tập 1) |
| Lâm Hạo Văn     |                                  | Cặp đôi hành khách (tập 1) |
| Chung Tử Điềm   |                                  | Cặp đôi hành khách (tập 1) |
| Trần Trác Hoa   |                                  | Hành khách gia biến (tập 1) |
| Trịnh Ngọc Nghi |                                  | Bà chủ khách sạn (tập 1) |
| Dương Gia Hân   | Ma nữ                            | Vợ chồng hồn ma (tập 1) |
| Lý Khải Kiệt    | Kỵ sĩ ác yêu                     | Vợ chồng hồn ma (tập 1) |
| Huỳnh Tuyết Nhi | Phùng Xảo Nhi                    | Xảo Nhi (Tập 1, 5-6) |
| Lý Hưng Hoa     |                                  | Cha mẹ của Xảo Nhi (Tập 1, 5-6) |
| Mạch Hạo Nhi    |                                  | Cha mẹ của Xảo Nhi (Tập 1, 5-6) |
| Lý Nhật Thăng   | Mạch Tư Đạt                      | Teddy Học sinh trung học/ Ma nước/ Oán linh (Tập 1-2) |
| Quan Tử Dương   | Gia Tuấn                         | Học sinh trung học (tập 1-2) |
| Quan Tử Dương   | Phục vụ nam (tập 15)             | |

### Diễn viên khách mời hữu tình
| Diễn viên        | Vai diễn         | Biệt danh/ Mối quan hệ/ Kinh nghiệm |
| Phàn Diệc Mẫn    | Chị Amy          | Cảnh sát giao thông Cho rằng Mã Quế có chứng vọng tưởng (tập 1, 5) |
| Âu Thoại Vĩ      |                  | Hai người có quan hệ anh em Công nhân rửa bể nước (tập 2) |
| Lý Vĩ Kiện       |                  | Hai người có quan hệ anh em Công nhân rửa bể nước (tập 2) |
| Hà Nhạn Thi      |                  | Cặp đôi Hai người lên đỉnh núi bắt tinh linh thần thú Phượng Hoàng (tập 3) |
| Ngũ Phú Kiều     |                  | Cặp đôi Hai người lên đỉnh núi bắt tinh linh thần thú Phượng Hoàng (tập 3) |
| Hà Viễn Đông     | Long Mậu         | Long Miêu Linh hồn/ Cựu tài xế taxi Đức Ký Chồng đã mất của Long Miêu Tẩu Cha đã mất của Long Tử Hiên, Long Miêu Nữ Ở phần 1 bị Quách Triển Minh gián tiếp hại chết, chỉ xuất hiện trong hồi ức của người nhà và Mã Quế Ở tập 8 xuất hiện trong ảo cảnh Bỉ Lợi chế tạo (tập 3, 8) Xem phần trước 《Hàng ma đích》                                                                                               |
| An Đức Tôn       | Đại Vương        | Diễn viên Ở tiết mục gây quỹ đem xe du lịch kéo 20m (tập 4) |
| Doãn Thi Phái    | Chị Tiểu Phụng   | Ca sĩ Hát bài 《Ở đâu》 trong tiết mục ca hát 《Lưu hành kinh điển 50 năm》 (tập 4) |
| Trương Ngạn Bác  | Trương Ngạn Bác  | Chí Hiếu BB Nghệ sĩ đài truyền hình Vì đóng vai Tống Chí Hiếu mà nam giả nữ Khi giả nữ bị Phong Sư Gia tưởng là nữ diễn viên Tống Chí Hiếu thật (tập 4) Hình tượng và tên lấy từ Song Ji-hyo |
| Chu Thiên Tuyết  |                  | Hành khách taxi của Mã Quế Bị Mã Quế hiểu lầm là hồn ma, thật ra chỉ là người mặc đồ trắng cầm ô đỏ Chứng kiến Mã Quế bắt ma nhưng hiểu lầm Mã Quế có ý đồ xấu với mình (tập 5) |
| Nguyễn Tiểu Nghi | Quế Lợi Phù      | Vợ của Mã Gia Liệt Mẹ đã mất của Mã Quế Ở tập 8 xuất hiện trong ảo cảnh do Bỉ Lợi tạo, cùng chồng Mã Gia Liệt bái sư đầu bếp địa ngục (tập 8) Xem phần trước 《Hàng ma đích》 |
| La Lan           | Long Bà          | Bị Mã Quế hiểu lầm là hồn ma Ở phần trước từng đi taxi của Mã Quế, nhưng chưa nhận nhận tiền thối lại đã rời đi Khi gặp được Mã Quế đang cử hành "Đoàn taxi thám linh", đã yêu cầu anh ấy thối lại tiền (tập 10) Xem phần trước 《Hàng ma đích》 |
| Lâm Thục Mẫn     | Diệp Bội Vy      | Ivy, chị Ivy Giám chế bộ tin tức đài truyền hình/ Giám chế tiết mục 《Thời sự toàn diện》 (tập 12) |
| Từ Vinh          | Dương Đông Nhiên | Tony (tập 12) |
| Giang Gia Mẫn    | Gia Gia          | (tập 13, 25) |
| La Thiên Vũ      | Thiên Vũ         | (tập 15) |
| Dương Minh       |                  | Chủ tiệm cà phê kiêm thầy pha cà phê Bạn trai lúc còn sống của Jeannie Vì Mã Quế kết luận Jeannie chế tạo kết giới luân hồi mà bị người này nhắm vào và làm bị thương, sau kết giới luân hồi đó là do Bối Bối Na tạo ra không bị gì nên làm hòa (tập 19, 20) |
| Trần Oánh        | Jeannie          | Ma nữ/ chủ tiệm cà phê trước Bạn gái đã mất của Moses, một năm trước vì tai nạn giao thông ngoài ý muốn mà qua đời, vì không thể buông người này mà lưu lại nhân gian bầu bạn Bị Mã Quế kết luận là ma nữ chế tạo kết giới giới luân hồi mà bị người này nhắm vào, suýt bị Mã Quế tiêu diệt. Sau Bối Bối Na giải thích chính mình mới là ma nữ chế tạo kết giới đó mà hóa giải hiểu lầm và làm hòa (tập 19, 20) |
| Lưu Giang        | Quách Vĩnh Thành | Chú Quách (Trang Chỉ Nhược hay gọi) Sinh năm 1952, qua đời 2017 Cha của Quách Triển Minh Bị Phong Sư Gia nhận định là không thể tiếp xúc linh thể tà ác Tập 25 xuất hiện lần thứ 2 ở bệnh viện Ái Đinh Bảo, gặp lại Trang Chỉ Nhược, cũng gặp mặt cháu (tập 25) Xem thêm phần trước 《Hàng ma đích》 |

## Nhạc đệm trong phim
| Ca khúc                        | Nguyên tác     | Trình bày trong phim | Nhân vật trong phim          | Số tập ra mắt đầu tiên | Tình huống biểu diễn                                                                      | Ghi chú                                                  |
| Không sợ khó khăn 大無畏       | Trương Vệ Kiện | Mã Quốc Minh         | Mã Quế                       | Tập 3                  | Hát trên taxi                                                                             | Nhạc phim TVB 《Đại soái ca》                            |
| Ở đâu 哪兒                     | Diệp Uẩn Nghi  | Tạ Tuyết Tâm         | Lương Tinh Tinh              | Tập 3                  | Hát cho Long Miêu Nữ nghe ở trong nhà                                                     | Nhạc kết thúc tiết mục nhi đồng TVB 《Chi chớp máy fax》 |
| Ở đâu 哪兒                     | Diệp Uẩn Nghi  | Lại Úy Linh          | Lương Tinh Tinh (thanh niên) | Tập 3, 4               | Hát cho Mạc Vĩ Hào nghe khi nhỏ ở trong nhà                                               | Nhạc kết thúc tiết mục nhi đồng TVB 《Chi chớp máy fax》 |
| Ở đâu 哪兒                     | Diệp Uẩn Nghi  | Doãn Thi Phái        | Ca sĩ                        | Tập 4                  | Hát trong tiết mục ca nhạc                                                                | Nhạc kết thúc tiết mục nhi đồng TVB 《Chi chớp máy fax》 |
| Chưa bao giờ nói ra 從未說起   | Cúc Tử Kiều    | Cúc Tử Kiều          | —                            | Tập 6, 7               | Phát trong taxi và trong nhà Mã Quế                                                       | Nhạc kết thúc phim TVB 《Đội cứu hộ sinh tử》            |
| Nước mắt máu tường vi 泣血薔薇 | Ngô Nhược Hi   | Mã Quốc Minh         | Mã Quế                       | Tập 7                  | Hát trong taxi cho Thalassa nghe                                                          | Nhạc đệm phim TVB 《Hàng ma đích》                       |
| Xa không thể đến 遙不可及      | Hồ Hồng Quân   | Tưởng Chí Quang      | Diệp Học Minh, Kỳ Nhân       | Tập 13                 | Hát cho Lương Tinh Tinh nghe tại nhà nghỉ                                                 | Nhạc kết thúc phim TVB 《Hàng ma đích》                  |
| Hóa ra có yêu 原來有愛         | Đàm Gia Nghi   | Đàm Khải Kỳ          | Thalassa                     | Tập 15, 19             | Ngâm nga cho Tiểu Giai Giai (Cá Vàng) nghe ở tiệm Cá Vàng và ngâm nga cho Thi Lao Tư nghe | Nhạc đệm phim TVB 《Hàng ma đích 2.0》                   |
| Đến đây một chuyến 到此一遊    | Hồ Hồng Quân   | —                    | —                            | Tập 18                 | Khi Thạch Cảm Đang xuất hiện trong tâm trí Mã Quế                                         | Nhạc mở phim TVB 《Hàng ma đích》                        |
| Xa không thể đến 遙不可及      | Hồ Hồng Quân   | —                    | —                            | Tập 20                 | —                                                                                         | Nhạc kết phim TVB 《Hàng ma đích》                       |

## Thứ tự chương trình TV
| Hồng Kông Đài Phỉ Thúy TVB/ Ma Cao Đài Phỉ Thúy TVB Anywhere: Từ thứ Hai đến thứ Sáu 20:30-21:30 | Hồng Kông Đài Phỉ Thúy TVB/ Ma Cao Đài Phỉ Thúy TVB Anywhere: Từ thứ Hai đến thứ Sáu 20:30-21:30 | Hồng Kông Đài Phỉ Thúy TVB/ Ma Cao Đài Phỉ Thúy TVB Anywhere: Từ thứ Hai đến thứ Sáu 20:30-21:30 |
| ------------------------------------------------------------------------------------------------ | ------------------------------------------------------------------------------------------------ | ------------------------------------------------------------------------------------------------ |
| Chương trình trước                                                                               | Pháp sư bất đắc dĩ 2 (04/05/2020 - 05/06/2020)                                                   | Chương trình kế tiếp                                                                             |
| Đặc cảnh sân bay (30/03/2020 - 01/05/2020)                                                       | Pháp sư bất đắc dĩ 2 (04/05/2020 - 05/06/2020)                                                   | Những người tôi đã từng yêu (08/06/2020 - 10/07/2020)                                            |

1. ↑  Danh sách chương trình tháng 6/2020 Đài Phỉ Thúy